# Liometopa
Liometopa là một chi bướm đêm thuộc họ Geometridae.